# しののめの里

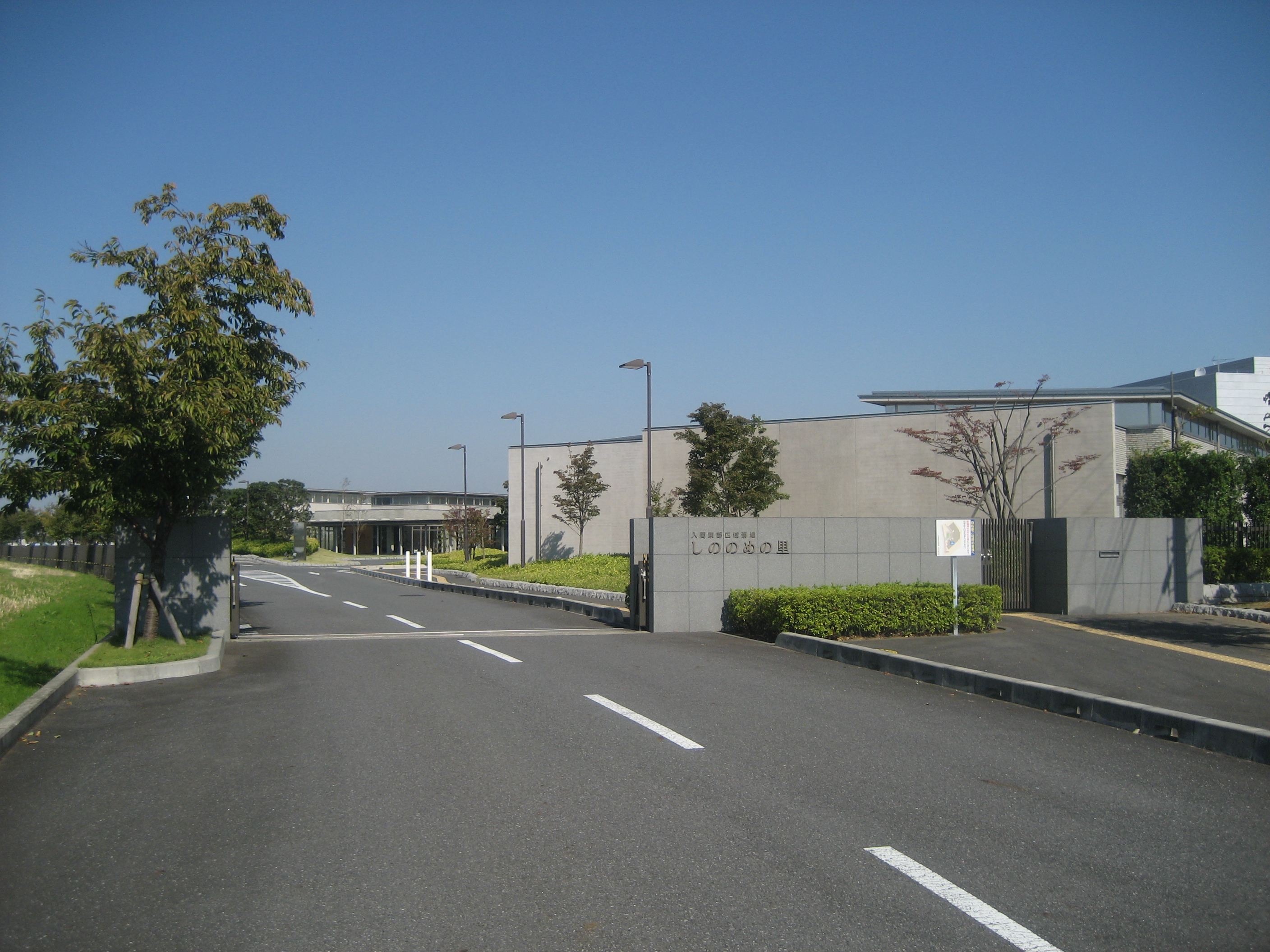
しののめの里

しののめの里（しののめのさと）は、埼玉県富士見市にある公営の斎場および火葬場。

## 概要
設置者は富士見市・ふじみ野市および三芳町の2市1町が運営する「入間東部地区衛生組合」であったが、2018年（平成30年） 4月 1日、同じく2市1町で消防業務を行っていた「入間東部地区消防組合」と統合し、新たに発足した「入間東部地区事務組合」が行っている。

　なお、指定管理者はイージス・グループ有限責任事業組合と東京ワックス株式会社の共同企業体の「いるま斎苑管理グループ」である。

　斎場は組合に加入している2市1町の住民のみ利用できる。火葬場については、組合に加入している2市1町の住民の利用を優先し、空き状況によっては他の地域の住民も利用できる。

## 所在地
- 〒354-0004　埼玉県富士見市大字下南畑70番地1

## 組合構成市町
- 富士見市
- ふじみ野市
- 三芳町

## 休館日
- 1月1日および1月2日
- 友引（火葬のみ）
  - 式場での通夜は利用できる。

## 施設概要
- 火葬施設
  - エントランスホール
  - 告別室 2室
  - 炉前ホール
    - 小動物用炉前ホール

  - 火葬炉 6基
    - 小動物用火葬炉 1基

  - 収骨室 2室
  - 霊安室

- 待合施設
  - 待合室 7室（各室 48席）
    - 小動物用待合室 1室

  - 待合ロビー
  - 売店・ラウンジ

- 式場
  - 第1式場（座席数 80席）
  - 第2式場（座席数 40席）
  - 第3式場（座席数 120席）

（それぞれの式場に専用入口・受付カウンター・集会室および控室がある）
- 駐車場
  - 普通車用 276台
  - バス専用 8台
  - 車椅子利用者用 6台
    - 小動物遺族用 1台

## 料金

### 火葬（1体あたり）
- 12歳以上 - 組合市町民1万円、その他8万円。
- 12歳未満・死産児（妊娠4ヶ月以上） - 組合市町民5千円、その他4万円。
- 小動物（50kg未満） - 組合市町民2万円、その他4万円。

※不燃物、危険物、燃えにくい物（布団、毛布、衣類、辞書等本類）は棺に入れることができないほか、宮型霊柩車の乗り入れは禁止。

### 待合室
組合市町民5000円、その他1万円（2部屋使用する場合、追加する部屋の料金は2万円）。

### 霊安室（1日・1体あたり）
斎場利用者のみ利用可で、料金は2千円。

### 斎場
使用時間は16時から翌日15時で、第一斎場は12万円、第二斎場は10万円、第三斎場は15万円。

## 歴史
- 2008年6月 - 供用開始[1]。

## アクセス

### 鉄道・タクシー
- 東武鉄道東上本線
  - 志木駅からタクシーで約20～30分
  - みずほ台駅東口からタクシーで約8分～10分
  - 鶴瀬駅東口からタクシーで約10分
  - ふじみ野駅東口からタクシーで約15～20分

### 鉄道・バス
- - 志木駅東口から東武バス（志21）富士見高校行『難波田城公園南口バス停』下車、徒歩10分

### 自家用車
- 1.国道254号富士見川越バイパスに入り「しののめの里入口」交差点（下南畑交差点・新河岸川間）を、志木市方面からの場合は左折、川越市方面からの場合は右折。
- 2.突き当りを右折し、新河岸川沿いを進むと右手にある。